# Marianka (gmina Kurów)
Marianka – wieś w Polsce położona w województwie lubelskim, w powiecie puławskim, w gminie Kurów.
Położona jest na Wysoczyźnie Lubartowskiej.
W latach 1975–1998 miejscowość należała administracyjnie do województwa lubelskiego.
Wieś stanowi sołectwo gminy Kurów. Według Narodowego Spisu Powszechnego z roku 2011 wieś liczyła 24 mieszkańców.